# Institutos históricos e geográficos do Brasil

Instituto Histórico e Geográfico do Piauí.

Os institutos históricos e geográficos do Brasil foram as principais instituições brasileiras de pesquisa, memória, difusão do conhecimento sobre história e geografia do país, constituição e proteção de acervos históricos anteriores à criação das universidades, arquivos históricos, institutos de pesquisa e periódicos científicos no século XX. Sucederam as academias literárias e científicas que existiram no Brasil no século XVIII (como a Academia Brasílica dos Esquecidos, a Academia Brasílica dos Renascidos e a Academia Científica do Rio de Janeiro) e primeira metade do século XIX (algumas das quais tiveram a finalidade de construir histórias da América Portuguesa) e somaram-se às sociedades científicas fundadas no Brasil no século XX.
A partir do século XX, passaram a coexistir, no Brasil, academias e sociedades científicas, institutos históricos e geográficos, universidades e institutos de pesquisa, além de muitas outras instituições dedicadas à ciência, arte e cultura. Os institutos históricos e geográficos do Brasil possuem grande importância na preservação e estudo das memórias e das culturas locais e vários deles são responsáveis pela manutenção de publicações, bibliotecas, arquivos e museus abertos ao público (físicos e/ou virtuais), somando-se às universidades e outras instituições nessa tarefa.

## Histórico
Após a fundação do Instituto Histórico e Geográfico Brasileiro (Rio de Janeiro, 1838), que lançou o primeiro periódico publicado por esse tipo de instituição foi a Revista do Instituto Histórico e Geográfico Brasileiro (originalmente denominada Revista Trimestral do Instituto Histórico e Geográfico Brasileiro), os primeiros institutos históricos e geográficos estaduais do Brasil foram o Instituto Arqueológico Histórico e Geográfico Pernambucano (Recife, 1862), o Instituto Histórico e Geográfico de Alagoas (Maceió, 1869) e o Instituto do Ceará (Fortaleza, 1887). Os institutos históricos e geográficos municipais do Brasil são bem posteriores aos estaduais, tendo sido os primeiros o Instituto Histórico e Geográfico Paranaguá (Paranaguá, 1931), o Instituto Histórico de Petrópolis (Petrópolis, 1838) e o Instituto Histórico e Geográfico de Santos (Santos, 1938).
A partir de então surgiram, no Brasil, dezenas de institutos históricos e geográficos, representando províncias/estados ou municípios, além de instituições congêneres relacionadas à história, geografia, genealogia e cultura Ao longo do século XX, com o surgimento das universidades e instituições governamentais de pesquisa, esses institutos perderam a exclusividade do conhecimento e da pesquisa nessas áreas, porém tornaram-se importantes instituições de pesquisa, memória e difusão do conhecimento sobre história e geografia de municípios e estados brasileiros, vários deles responsáveis pela manutenção de publicações, bibliotecas, arquivos e museus (físicos e/ou virtuais) abertos ao público, somando-se às universidades nessa tarefa.
A partir do século XX, passaram a coexistir, no Brasil, academias e sociedades científicas, institutos históricos e geográficos, universidades e institutos de pesquisa, além de muitas outras instituições dedicadas à ciência, arte e cultura.
Os institutos históricos e geográficos continuaram se multiplicando no Brasil no século XXI (o mais recente é o Instituto Histórico e Geográfico de Garanhuns, fundado em 2012), porém já a partir do final do século XX, essas instituições passaram a ter maiores dificuldades em sua manutenção, por depender principalmente do seu patrimônio, da contribuição dos seus associados e do apoio de outras instituições, muitas vezes governamentais. Por isso, alguns sistemas de governo da atualidade estão criando formas de proteção aos institutos históricos e geográficos estaduais ou municipais, como é o caso do Estado de São Paulo, que aprovou a Lei Estadual nº 13.853, de 3 de dezembro de 2009, que autoriza o Poder Executivo a conceder auxílio financeiro aos institutos históricos e geográficos do Estado.

## Sistema Nacional de Institutos Históricos
Existe uma mobilização de parte significativa dos institutos históricos e geográficos do Brasil, no sentido de criar uma rede de integração e colaboração, visando seu fortalecimento, desenvolvimento, compartilhamento de soluções e adaptação aos modos de vida no século XXI. Destaca-se, nessa mobilização, a criação do Cadastro Nacional dos Institutos Históricos e do Cadastro Nacional de Pesquisadores Brasileiros Vinculados aos Institutos Históricos, aprovados no II Colóquio de Institutos Históricos Brasileiros (Rio de Janeiro, 2002), visando a criação do futuro Sistema Nacional de Institutos Históricos, conforme proposta do Instituto Histórico e Geográfico Brasileiro.
No Estatuto Social do Instituto Histórico e Geográfico Brasileiro consta, como um dos seus objetivos (Título I, Art. 2º, inciso d): “interagir com seus congêneres estaduais, para o desenvolvimento do Sistema Nacional de Institutos Históricos, criado pelo Instituto Histórico e Geográfico Brasileiro — IHGB, por ocasião do I Colóquio Nacional de Institutos Históricos (1998)”.
O Colóquio de Institutos Históricos do Estado do Rio de Janeiro, tem como objetivo "reunir as instituições municipais fluminenses dedicadas ao estudo e a pesquisa da história no estado, fortalecendo assim, o Sistema Nacional de Institutos Históricos, coordenado pelo IHGB". A iniciativa vem sendo seguida em outros estados: em Porto Alegre já foi realizado, em 2010, o I Encontro dos Institutos Históricos e Geográficos do Rio Grande do Sul, que reuniu as oito instituições dessa categoria no estado para discutir sua situação.
Por outro lado, uma parte dos institutos históricos e geográficos do Brasil mantém-se isolada dos demais, atuando apenas localmente e evitando integrar-se aos modos de vida no século XXI, entre eles a comunicação e a internet, o que faz com que seja difícil encontrar informações sobre sua história e atuação, inviabilizando, em vários casos, até a localização de seu ano de fundação.

## Lista dos institutos históricos e geográficos do Brasil
A relação dos institutos históricos e geográficos do Brasil deste artigo foi inicialmente baseada na relação de institutos congêneres disponibilizada pelo Instituto Histórico e Geográfico Brasileiro, complementada com aquelas indicadas pela Associação Brasileira de Pesquisadores de História e Genealogia, pelo Cadastro Nacional de Entidades Custodiadoras de Acervos Arquivísticos e outros.

### Instituto Histórico e Geográfico Brasileiro

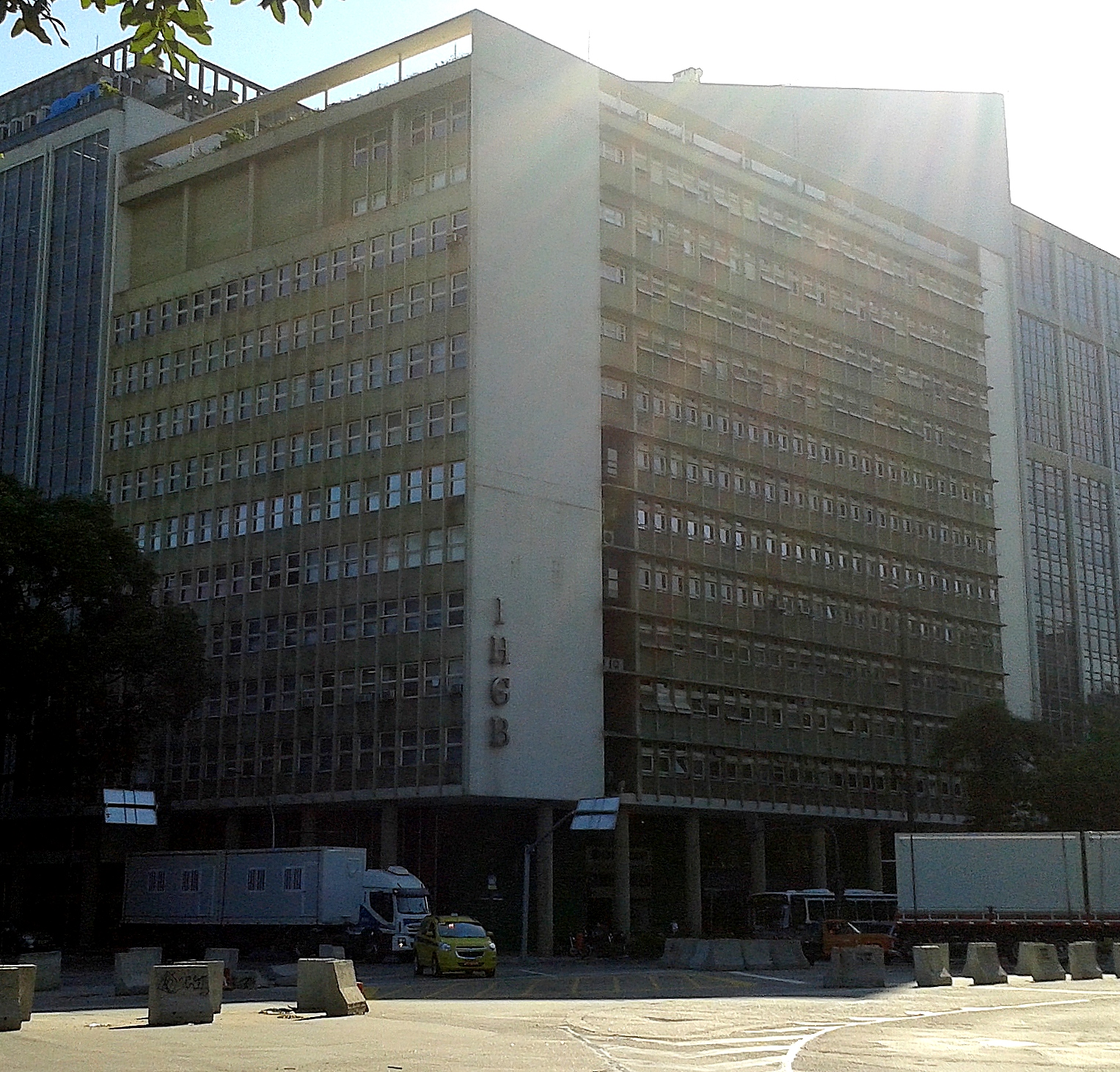
Instituto Histórico e Geográfico Brasileiro

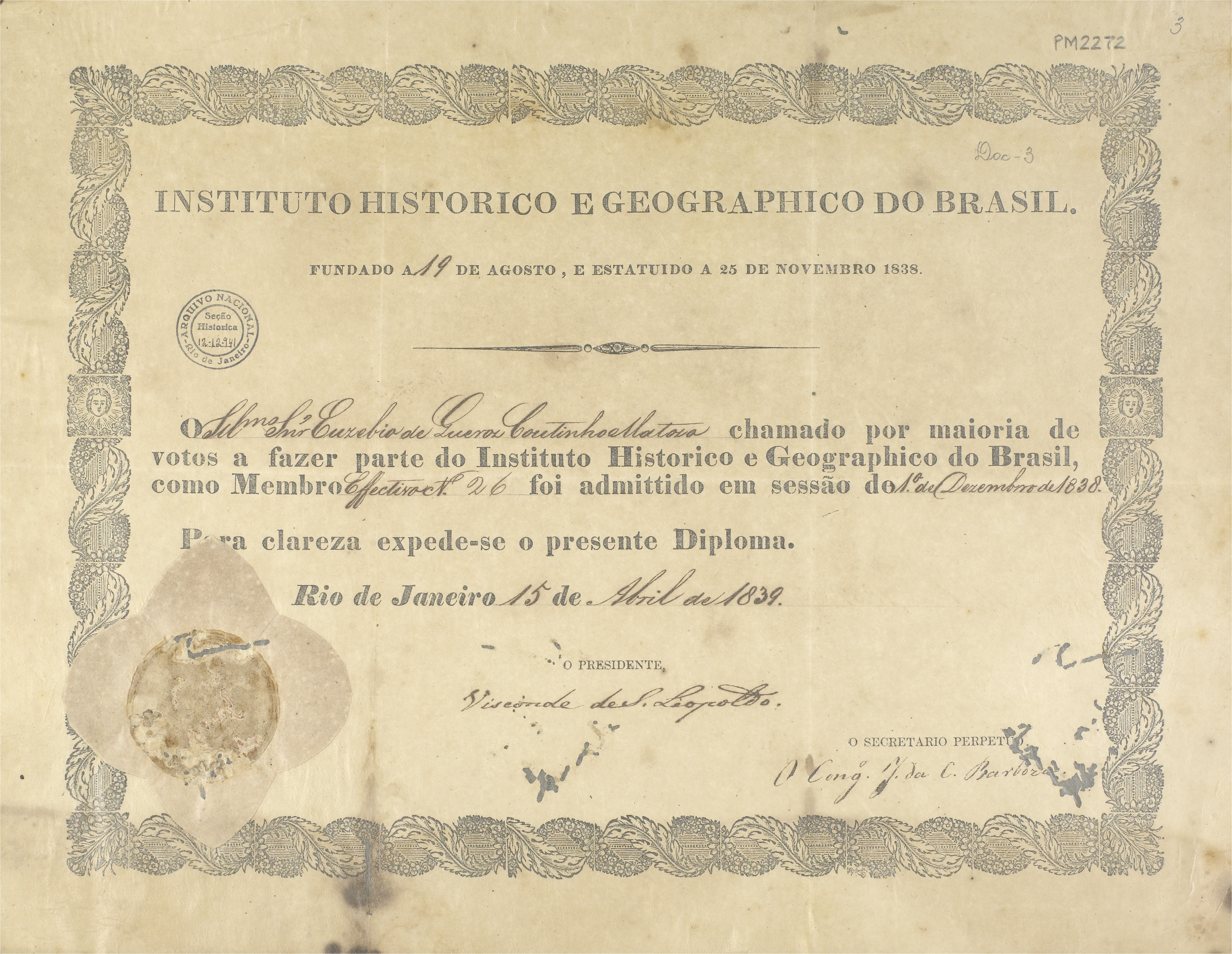
Diploma do Instituto Histórico e Geográfico do Brasil conferido a Eusébio de Queiroz.

| Instituição                                 | Sigla | Cidade-sede    | Estado | Ano de fundação |
| ------------------------------------------- | ----- | -------------- | ------ | --------------- |
| Instituto Histórico e Geográfico Brasileiro | IHGB  | Rio de Janeiro | RJ     | 1838            |

### Institutos históricos e geográficos estaduais

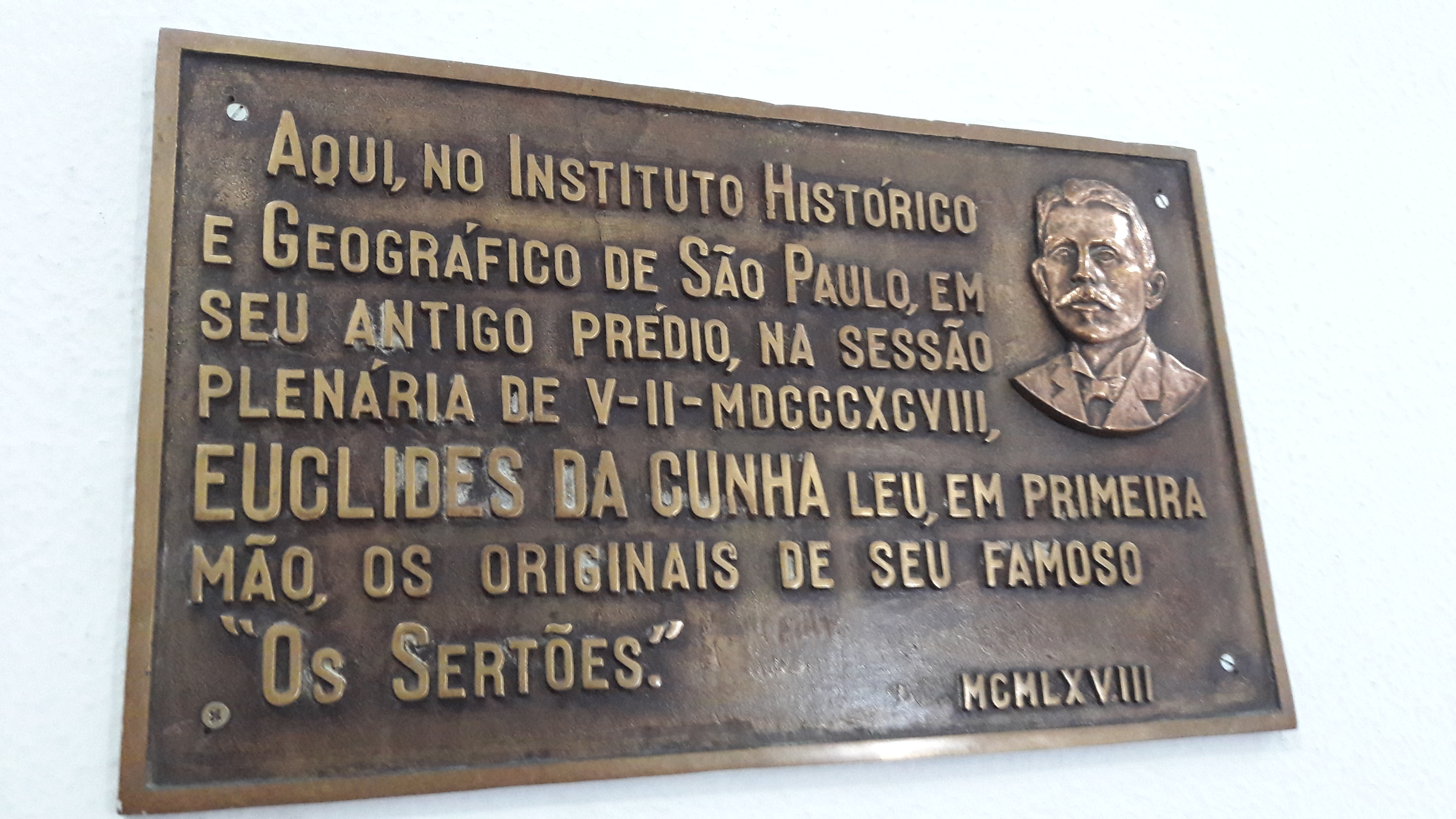
Instituto Histórico e Geográfico de São Paulo

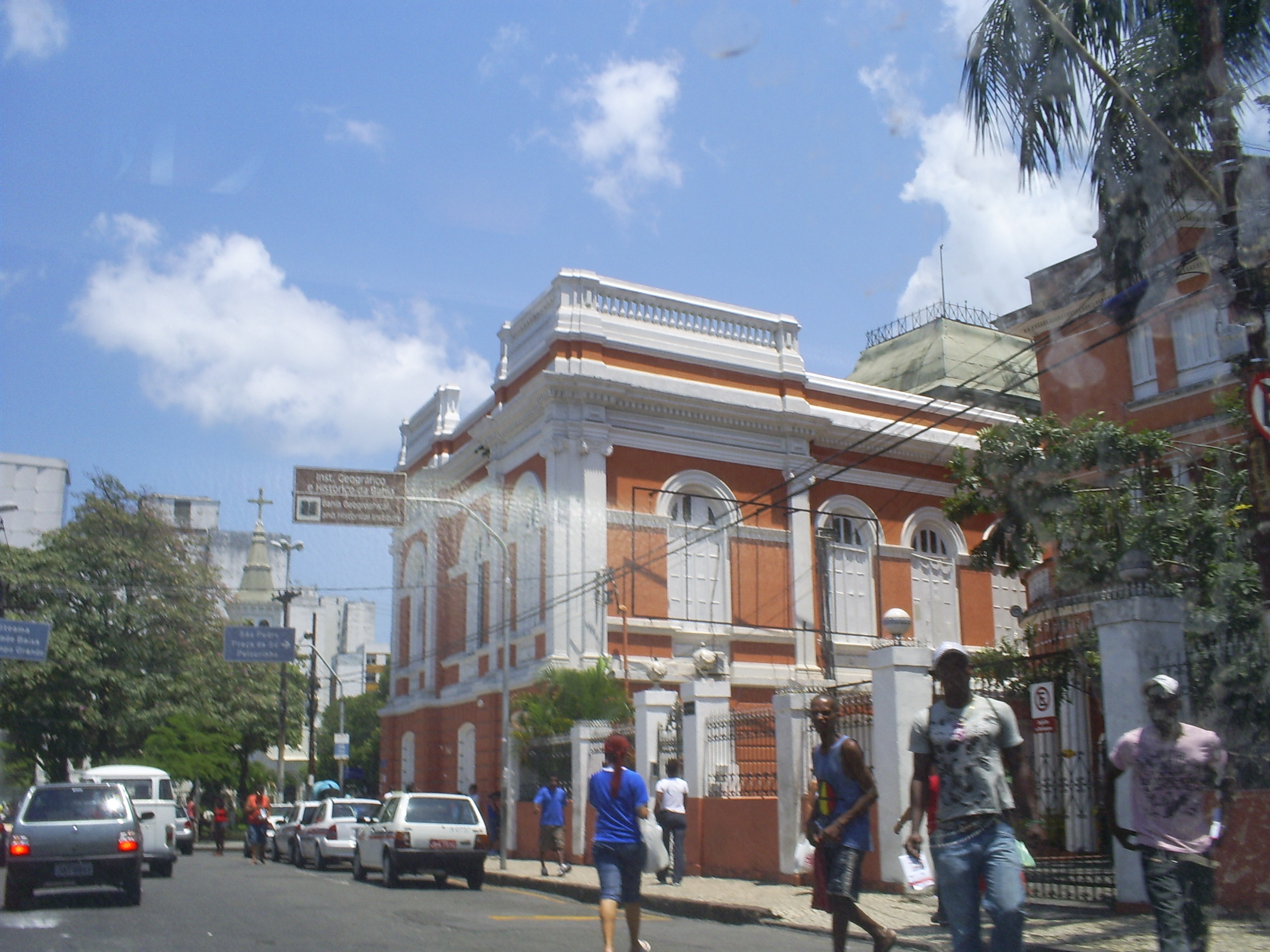
Instituto Geográfico e Histórico da Bahia

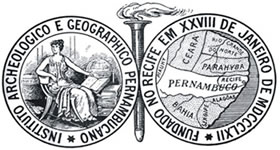
Instituto Arqueológico, Histórico e Geográfico Pernambucano

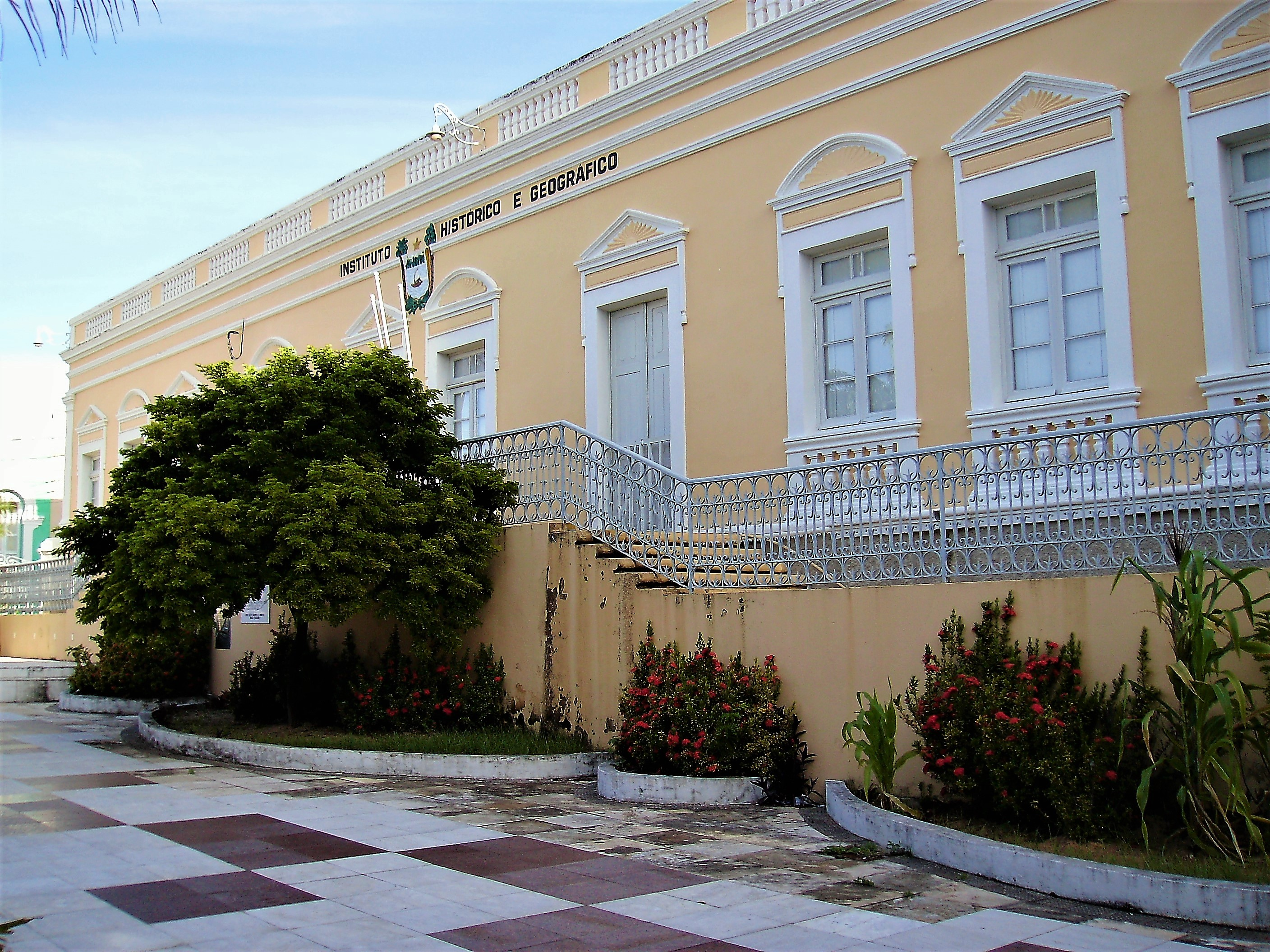
Instituto Histórico e Geográfico do Rio Grande do Norte

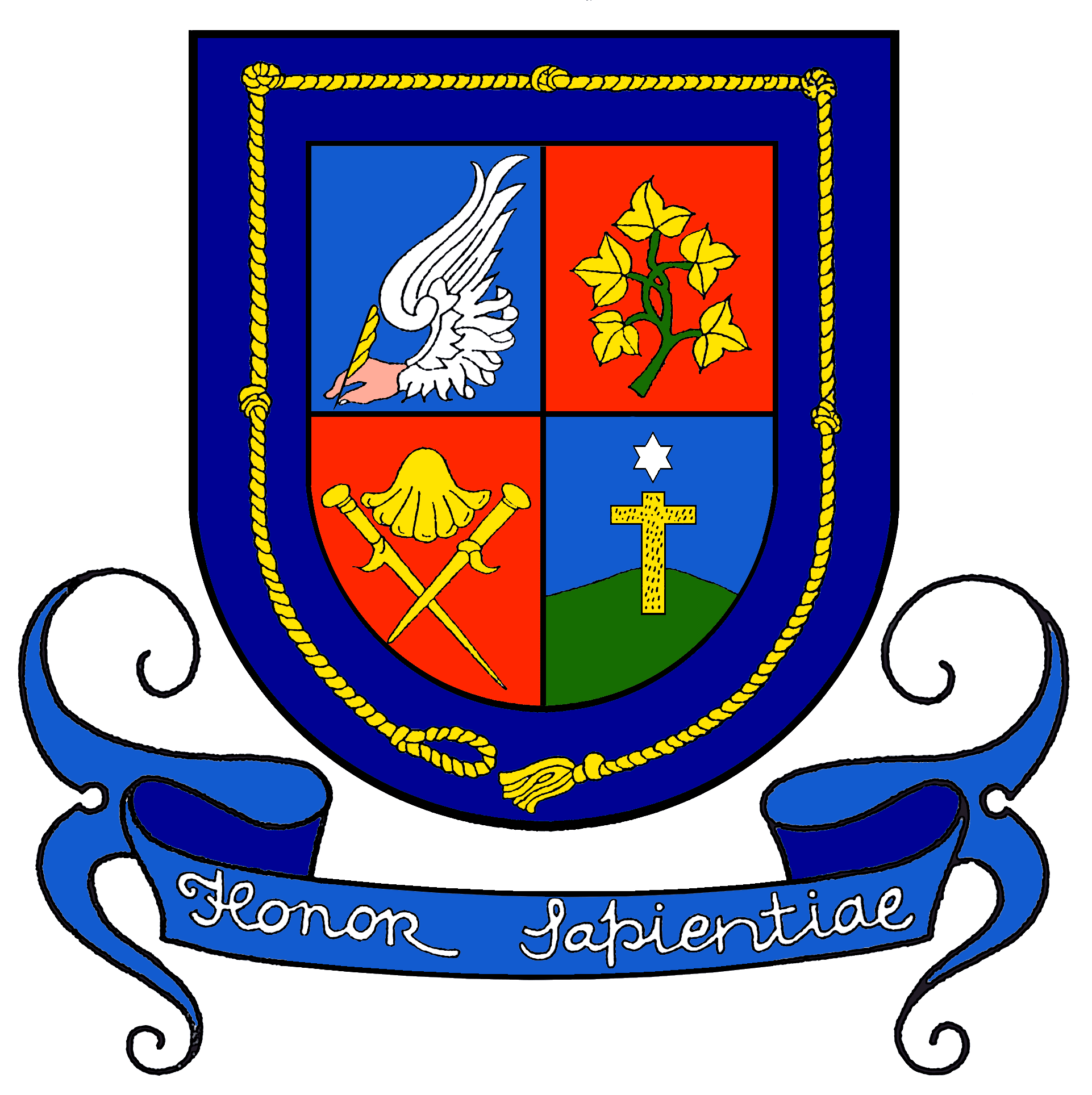
Instituto Histórico de Jaboatão

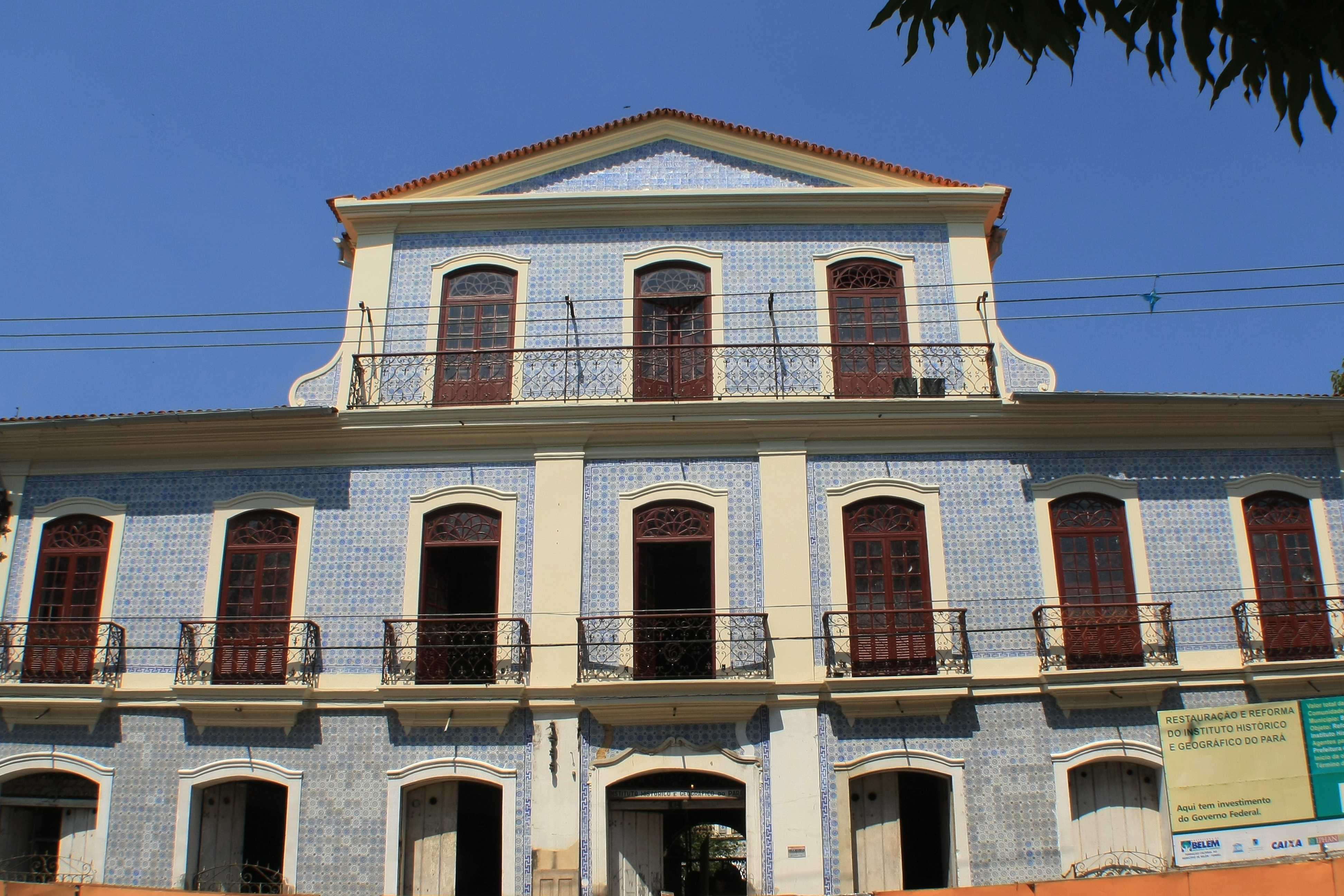
Instituto Histórico e Geográfico do Pará

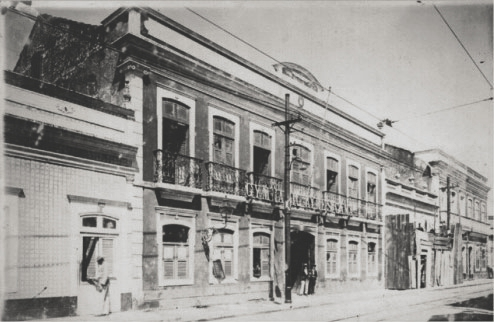
Instituto Arqueológico, Histórico e Geográfico Pernambucano

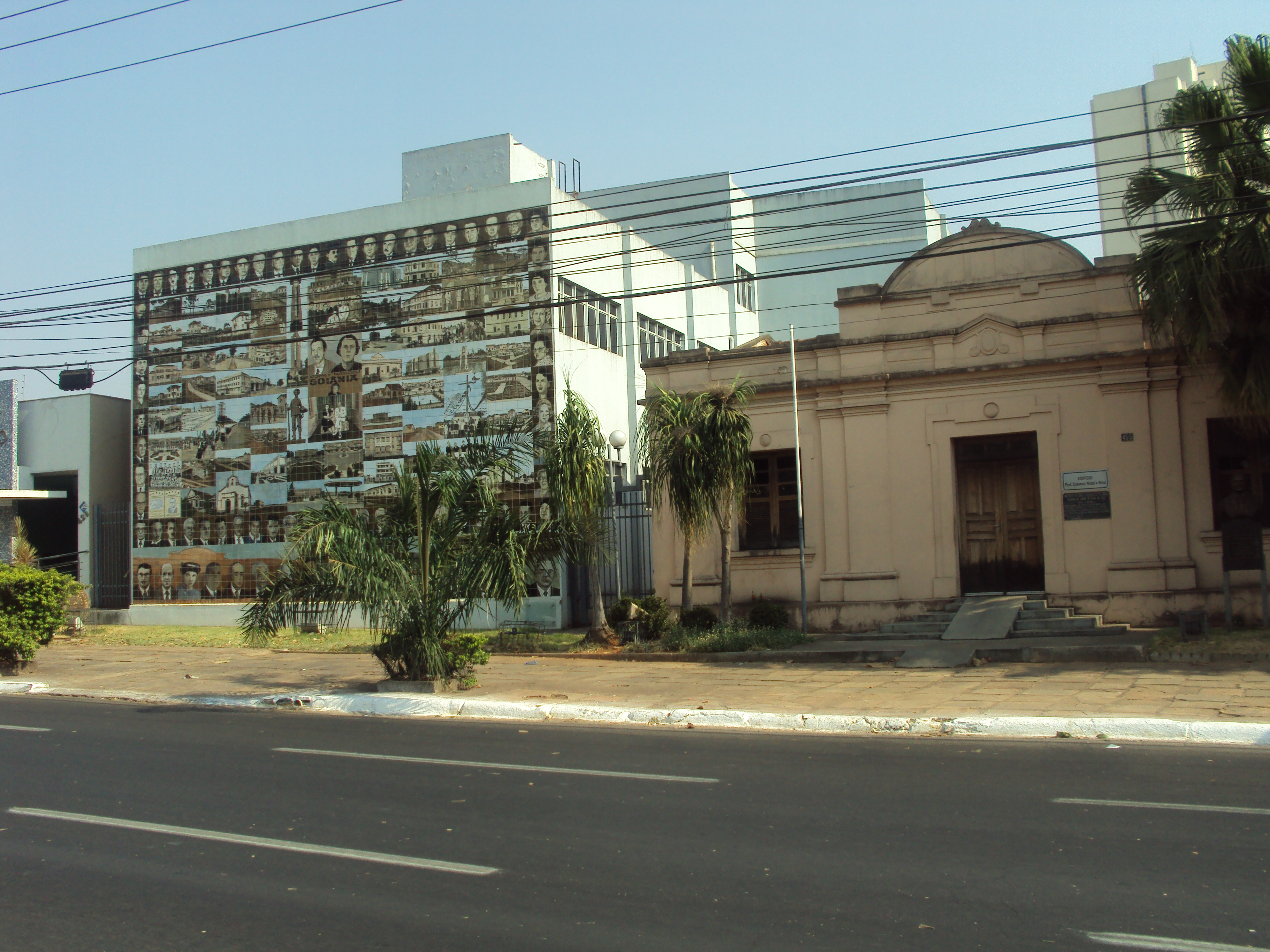
Instituto Histórico e Geográfico de Goiás

| Instituição                                                | Sigla | Ano de fundação | Cidade-sede    | Estado |
| ---------------------------------------------------------- | ----- | --------------- | -------------- | ------ |
| Instituto Arqueológico Histórico e Geográfico Pernambucano | IAHGP | 1862            | Recife         | PE     |
| Instituto do Ceará                                         | IC    | 1887            | Fortaleza      | CE     |
| Instituto Geográfico e Histórico da Bahia                  | IGHB  | 1894            | Salvador       | BA     |
| Instituto Geográfico e Histórico do Amazonas               | IGHA  | 1917            | Manaus         | AM     |
| Instituto Histórico e Geográfico de Alagoas                | IHGAL | 1869            | Maceió         | AL     |
| Instituto Histórico e Geográfico de Goiás                  | IHGG  | 1932            | Goiânia        | GO     |
| Instituto Histórico e Geográfico de Mato Grosso            | IHGMT | 1919            | Cuiabá         | MT     |
| Instituto Histórico e Geográfico de Minas Gerais           | IHGMG | 1907            | Belo Horizonte | MG     |
| Instituto Histórico e Geográfico de Rondônia               | IHGRO | 1979            | Porto Velho    | RO     |
| Instituto Histórico e Geográfico de Santa Catarina         | IHGSC | 1896            | Florianópolis  | SC     |
| Instituto Histórico e Geográfico de São Paulo              | IHGSP | 1894            | São Paulo      | SP     |
| Instituto Histórico e Geográfico de Sergipe                | IHGSE | 1912            | Aracaju        | SE     |
| Instituto Histórico e Geográfico do Distrito Federal       | IHGDF | 1964            | Brasília       | DF     |
| Instituto Histórico e Geográfico do Espírito Santo         | IHGES | 1916            | Vitória        | ES     |
| Instituto Histórico e Geográfico do Maranhão               | IHGM  | 1925            | São Luís       | MA     |
| Instituto Histórico e Geográfico do Mato Grosso do Sul     | IHGMS | 1978            | Campo Grande   | MS     |
| Instituto Histórico e Geográfico do Paraná                 | IHGPR | 1900            | Curitiba       | PR     |
| Instituto Histórico e Geográfico do Pará                   | IHGP  | 1900            | Belém          | PA     |
| Instituto Histórico e Geográfico do Rio de Janeiro         | IHGRJ | 1957            | Rio de Janeiro | RJ     |
| Instituto Histórico e Geográfico do Rio Grande do Norte    | IHGRN | 1902            | Natal          | RN     |
| Instituto Histórico e Geográfico do Rio Grande do Sul      | IHGRS | 1920            | Porto Alegre   | RS     |
| Instituto Histórico e Geográfico Paraibano                 | IHGP  | 1905            | João Pessoa    | PB     |
| Instituto Histórico e Geográfico do Piauí                  | IHGPI | 1918            | Teresina       | PI     |

### Institutos históricos e geográficos municipais

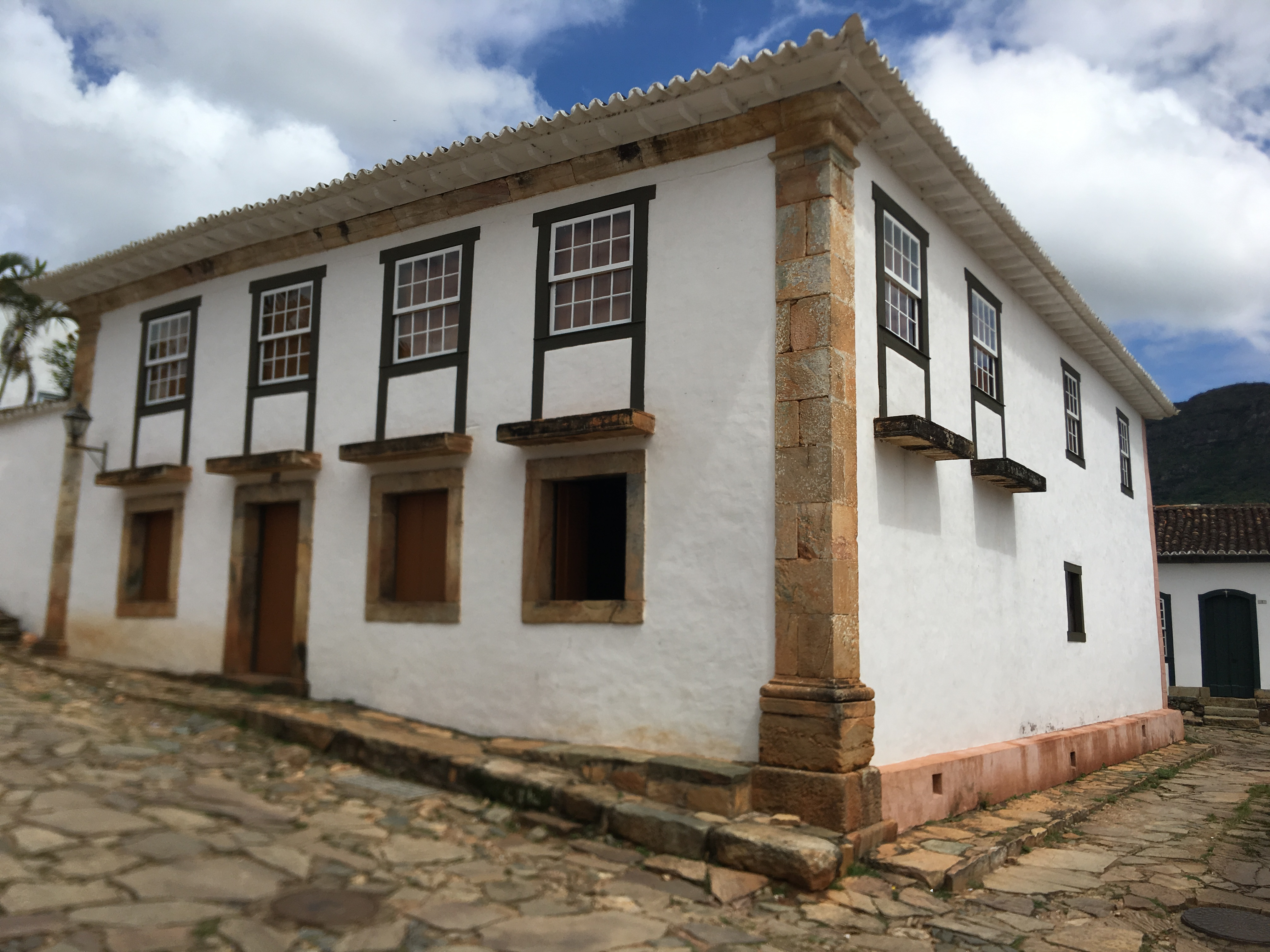
Instituto Histórico e Geográfico de Tiradentes

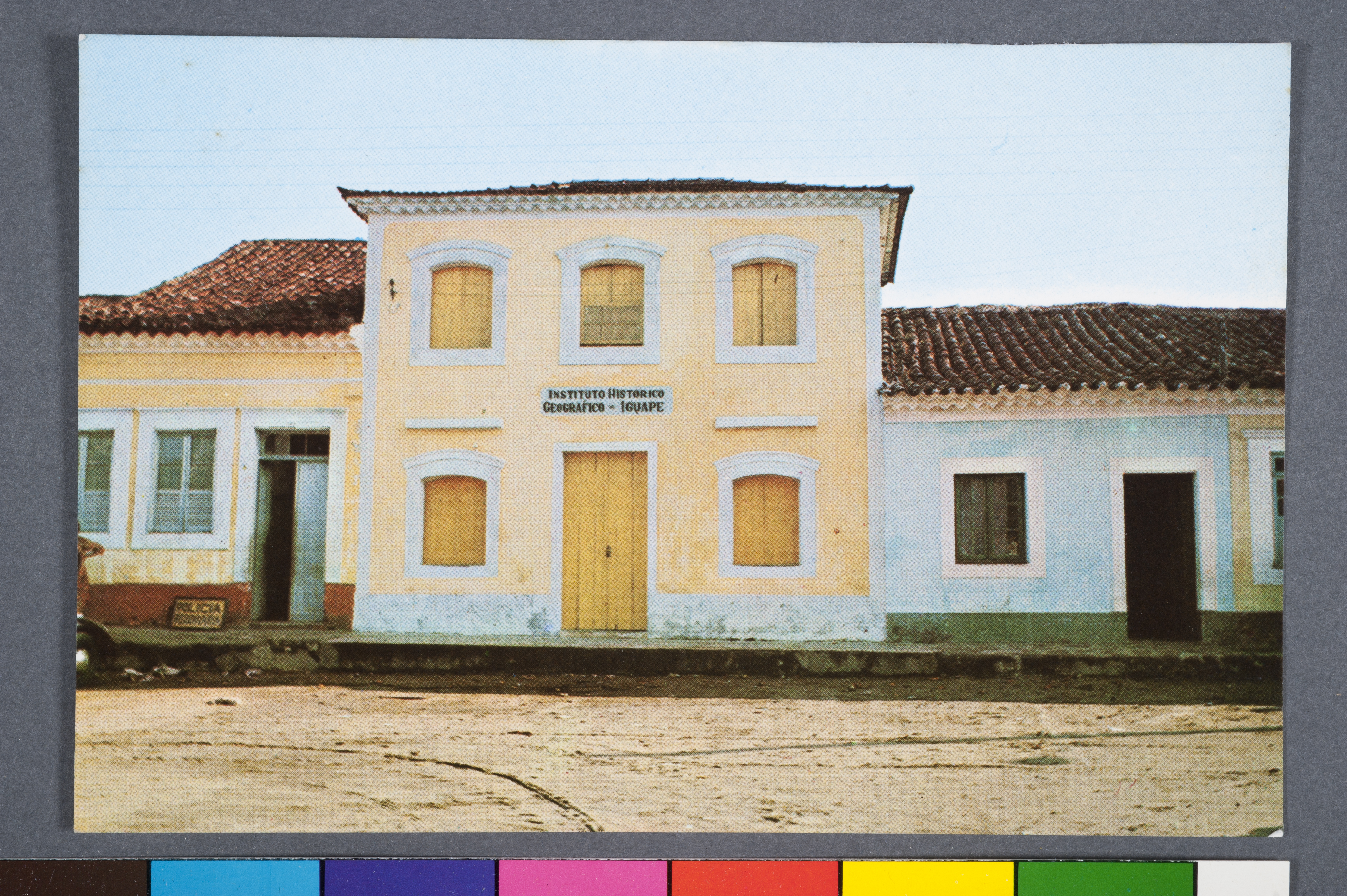
Instituto Histórico e Geográfico de Iguape

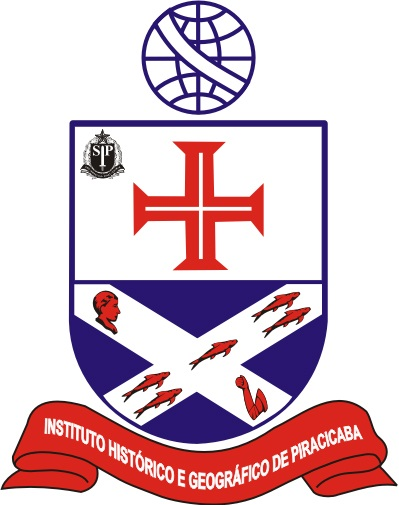
Instituto Histórico e Geográfico de Piracicaba

| Instituição                                                   | Sigla    | Ano de fundação | Cidade-sede               | Estado |
| ------------------------------------------------------------- | -------- | --------------- | ------------------------- | ------ |
| Instituto Geográfico e Histórico de Parintins                 | IGHP     | 2005            | Parintins                 | AM     |
| Instituto Histórico e Geográfico de Feira de Santana          | IHGFS    | 2004            | Feira de Santana          | BA     |
| Instituto Histórico e Geográfico de Alegre                    | IHGA-ES  | 1999            | Alegre                    | ES     |
| Instituto Histórico e Geográfico de Caxias                    | IHGC     | 2003            | Caxias                    | MA     |
| Instituto Histórico e Cultural de Arceburgo                   | IHCA     | 1985            | Arceburgo                 | MG     |
| Instituto Histórico e Geográfico de Campanha                  | IHGC     | 1969            | Campanha                  | MG     |
| Instituto Histórico e Geográfico de Juiz de Fora              | IHGJF    | 1956            | Juiz de Fora              | MG     |
| Instituto Histórico e Geográfico de Montes Claros             | IHGMC    | 2006            | Montes Claros             | MG     |
| Instituto Histórico e Geográfico do Ciclo do Ouro             | IHGECO   | 1995            | Sabará                    | MG     |
| Instituto Histórico e Geográfico de Salinas                   | IHGS     | 1983            | Salinas                   | MG     |
| Instituto Histórico e Geográfico de São João del-Rei          | IHG-SJDR | 1970            | São João del-Rei          | MG     |
| Instituto Histórico e Geográfico de Tiradentes                | IHGT     | 1977            | Tiradentes                | MG     |
| Instituto Histórico de Patos de Minas                         | IHPM     |                 | Patos de Minas            | MG     |
| Instituto Histórico e Geográfico de Barra do Garças           | IHGBG    | 2003            | Barra do Garças           | MT     |
| Instituto Histórico e Geográfico de Cáceres                   | IHGC     | 2002            | Cáceres                   | MT     |
| Instituto Histórico e Geográfico de Chapada dos Guimarães     | IHGCG    |                 | Chapada dos Guimarães     | MT     |
| Instituto Histórico e Geográfico de Dom Aquino                | IHGDA    | 2005            | Dom Aquino                | MT     |
| Instituto Histórico e Geográfico de Luciara                   | IHGL     | 2003            | Luciara                   | MT     |
| Instituto Histórico e Geográfico de Poconé                    | IHGP     | 2005            | Poconé                    | MT     |
| Instituto Histórico e Geográfico de Primavera do Leste        | IHGPL    |                 | Primavera do Leste        | MT     |
| Instituto Histórico e Geográfico de Rondonópolis              | IHGR     |                 | Rondonópolis              | MT     |
| Instituto Histórico e Geográfico de Santo Antônio do Leverger | IHGSAL   | 2004            | Santo Antônio do Leverger | MT     |
| Instituto Histórico e Geográfico de São Félix do Araguaia     | IHGSFA   | 2003            | São Félix do Araguaia     | MT     |
| Instituto Histórico e Geográfico de Tangará da Serra          | IHGTS    | 2004            | Tangará da Serra          | MT     |
| Instituto Histórico e Geográfico de Várzea Grande             | IHGVG    | 2003            | Várzea Grande             | MT     |
| Instituto Histórico e Geográfico de Campina Grande            | IHGCC    | 1948            | Campina Grande            | PB     |
| Instituto Histórico de Patos                                  | IHGP     |                 | Patos                     | PB     |
| Instituto Histórico e Geográfico de Solânea                   | IHGS     | 2003            | Solânea                   | PB     |
| Instituto Histórico de Igarassu                               | IHI      | 1953            | Igarassu                  | PE     |
| Instituto Histórico de Jaboatão                               | IHGJ     | 1973            | Jaboatão dos Guararapes   | PE     |
| Instituto Histórico de Olinda                                 | IHO      | 1951            | Olinda                    | PE     |
| Instituto Histórico e Geográfico de Garanhuns                 | IHGG     | 2012            | Garanhuns                 | PE     |
| Instituto Histórico e Geográfico de Vitória de Santo Antão    | IHGVSA   | 1950            | Vitória de Santo Antão    | PE     |
| Instituto Histórico de Oeiras                                 | IHO      | 1972            | Oeiras                    | PI     |
| Instituto Histórico e Geográfico de Parnaguá                  | IHGP     | 2015            | Parnaguá                  | PI     |
| Instituto Histórico, Geográfico e Genealógico de Parnaíba     | IHGGP    | 2000            | Parnaíba                  | PI     |
| Instituto Histórico e Geográfico de Guarapuava                | IHG      | 2008            | Guarapuava                | PR     |
| Instituto Histórico e Geográfico de Palmeira                  | IHGP     | 1955            | Palmeira                  | PR     |
| Instituto Histórico e Geográfico Paranaguá                    | IHGP     | 1931            | Paranaguá                 | PR     |
| Instituto Histórico e Geográfico de Campos dos Goytacazes     | IHGCG    | 1991            | Campos dos Goytacazes     | RJ     |
| Instituto Histórico da Câmara Municipal de Duque de Caxias    | IHCMDC   | 1973            | Duque de Caxias           | RJ     |
| Instituto Histórico e Geográfico de Macaé                     | IHGM     | 1993            | Macaé                     | RJ     |
| Instituto Histórico e Geográfico de Niterói                   | IHGN     | 1973            | Niterói                   | RJ     |
| Instituto Histórico e Geográfico de Paraíba do Sul            | IHGPS    | 1992            | Paraíba do Sul            | RJ     |
| Instituto Histórico e Artístico de Paraty                     | IHAP     | 1976            | Parati                    | RJ     |
| Instituto Histórico de Petrópolis                             | IHP      | 1938            | Petrópolis                | RJ     |
| Instituto Histórico e Geográfico de São Gonçalo               | IHG-SG   | 1995            | São Gonçalo               | RJ     |
| Instituto Histórico e Geográfico de Vassouras                 | IHGV     | 2003            | Vassouras                 | RJ     |
| Instituto Histórico e Geográfico Itaborahyense                | IHGI     | 2017            | Itaboraí                  | RJ     |
| Instituto Histórico e Geográfico de Getúlio Vargas            | IHGGV    | 1995            | Getúlio Vargas            | RS     |
| Instituto Histórico e Geográfico de Pelotas                   | IHGPEL   | 1982            | Pelotas                   | RS     |
| Instituto Histórico e Geográfico de Santo Ângelo              | IHGSA    |                 | Santo Ângelo              | RS     |
| Instituto Histórico e Geográfico de Santo Antônio da Patrulha | IHGSAP   | 2001            | Santo Antônio da Patrulha | RS     |
| Instituto Histórico e Geográfico de São Leopoldo              | IHGSL    |                 | São Leopoldo              | RS     |
| Instituto Histórico e Geográfico de São Luiz Gonzaga          | IHGSLG   | 1984            | São Luiz Gonzaga          | RS     |
| Instituto Histórico e Geográfico do Vale do Taquari           | IHGVT    | 1986            | Vale do Taquari           | RS     |
| Instituto Histórico e Geográfico de Lages                     | IHGL     | 2006            | Lages                     | SC     |
| Instituto Histórico e Geográfico de Guarujá-Bertioga          | IHGGB    | 1958            | Guarujá                   | SP     |
| Instituto Histórico e Geográfico de Iguape                    | IHGI     |                 | Iguape                    | SP     |
| Instituto Histórico e Geográfico de Piracicaba                | IHGP     | 1967            | Piracicaba                | SP     |
| Instituto Histórico e Geográfico de Santos                    | IHGS     | 1938            | Santos                    | SP     |
| Instituto Histórico e Geográfico de São Vicente               | IHGSV    | 1959            | São Vicente               | SP     |
| Instituto Histórico, Geográfico e Genealógico de Sorocaba     | IHGGS    | 1954            | Sorocaba                  | SP     |

### Outras instituições congêneres do Brasil
| Instituição                                                                              | Sigla   | Ano de fundação | Cidade-sede        | Estado |
| ---------------------------------------------------------------------------------------- | ------- | --------------- | ------------------ | ------ |
| Academia de História de Itajubá                                                          | AHI     |                 | Itajubá            | MG     |
| Círculo de Estudos Bandeirantes                                                          | CEB     | 1929            | Curitiba           | PR     |
| Academia Barramansense de História                                                       | ABH     | 1998            | Barra Mansa        | RJ     |
| Academia Itatiaiense de História                                                         | ACIDHIS | 1992            | Itatiaia           | RJ     |
| Espaço Cultural José Carlos de Barcelos                                                  | ECJCB   |                 | Quissamã           | RJ     |
| Academia Resendense de História                                                          | ARDHIS  | 1992            | Resende            | RJ     |
| Academia de História Militar Terrestre do Brasil                                         | AHIMTB  | 1996            | Resende            | RJ     |
| Instituto de Geografia e História Militar do Brasil                                      | IGHMB   | 1936            | Rio de Janeiro     | RJ     |
| Instituto Histórico e Genealógico Norte Fluminense                                       | IHGNF   |                 | São João da Barra  | RJ     |
| Academia Nacional de Medicina                                                            | ANM     | 1829            | Rio de Janeiro     | RJ     |
| Colégio Brasileiro de Genealogia                                                         | CBG     | 1950            | Rio de Janeiro     | RJ     |
| Instituto de Pesquisas e Análises Históricas e de Ciências Sociais da Baixada Fluminense | IPAHB   | 1999            | São João de Meriti | RJ     |
| Fundação Casa Dr. Blumenau                                                               | FCDB    | 1972            | Blumenau           | SC     |
| Academia Paulista de História                                                            | APH     | 1972            | São Paulo          | SP     |
| Academia Paulistana da História                                                          | APH     | 1977            | São Paulo          | SP     |
| Associação Brasileira de Pesquisadores de História e Genealogia                          | ABPHG   | 1993            | São Paulo          | SP     |
| Instituto de Estudos Valeparaibanos                                                      | IEV     | 1973            | Lorena             | SP     |
| Instituto Martius-Staden                                                                 | IMS     | 1916            | São Paulo          | SP     |

### Instituições congêneres de outros países

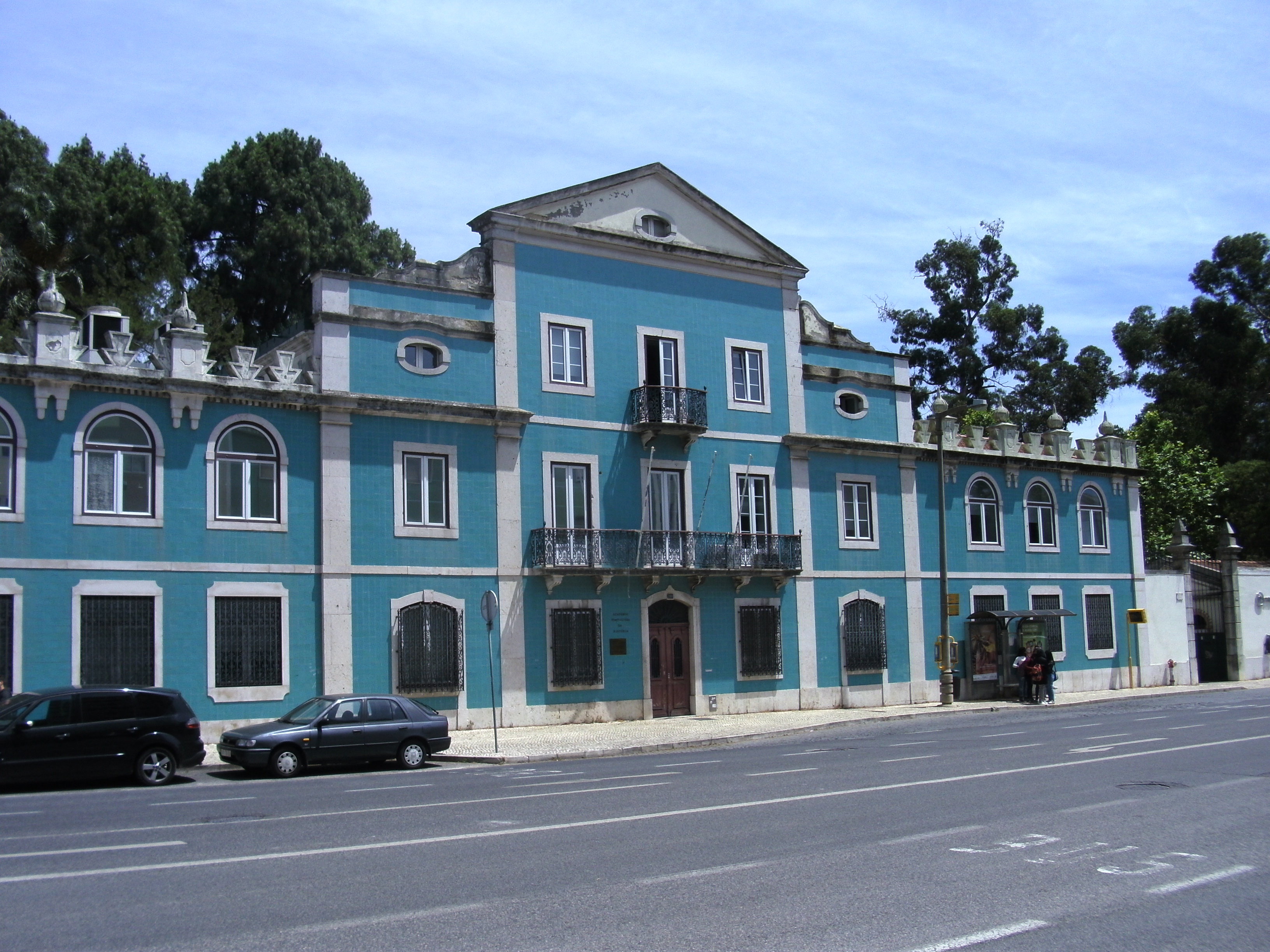
Academia Portuguesa da História

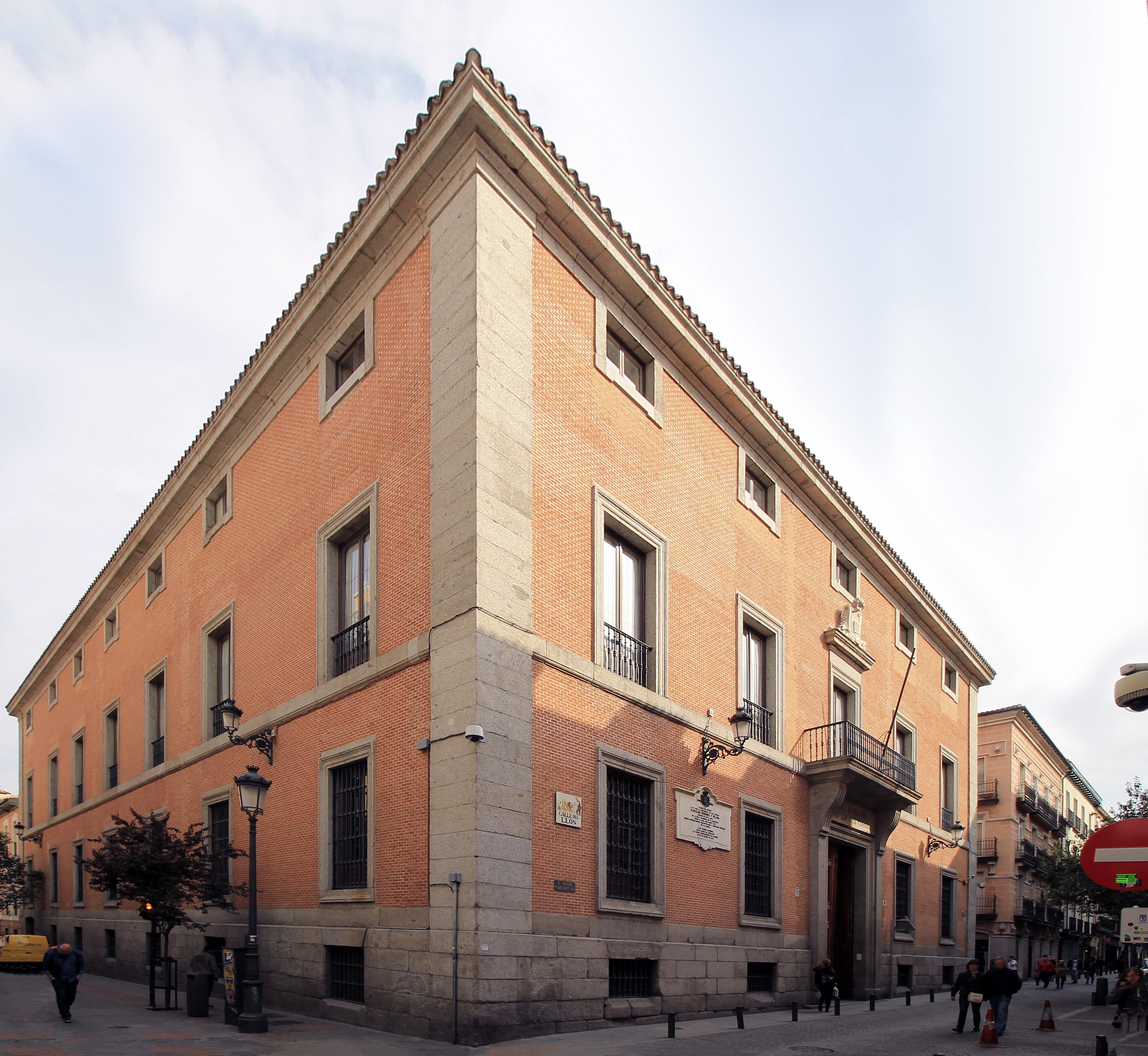
Real Academia de la Historia

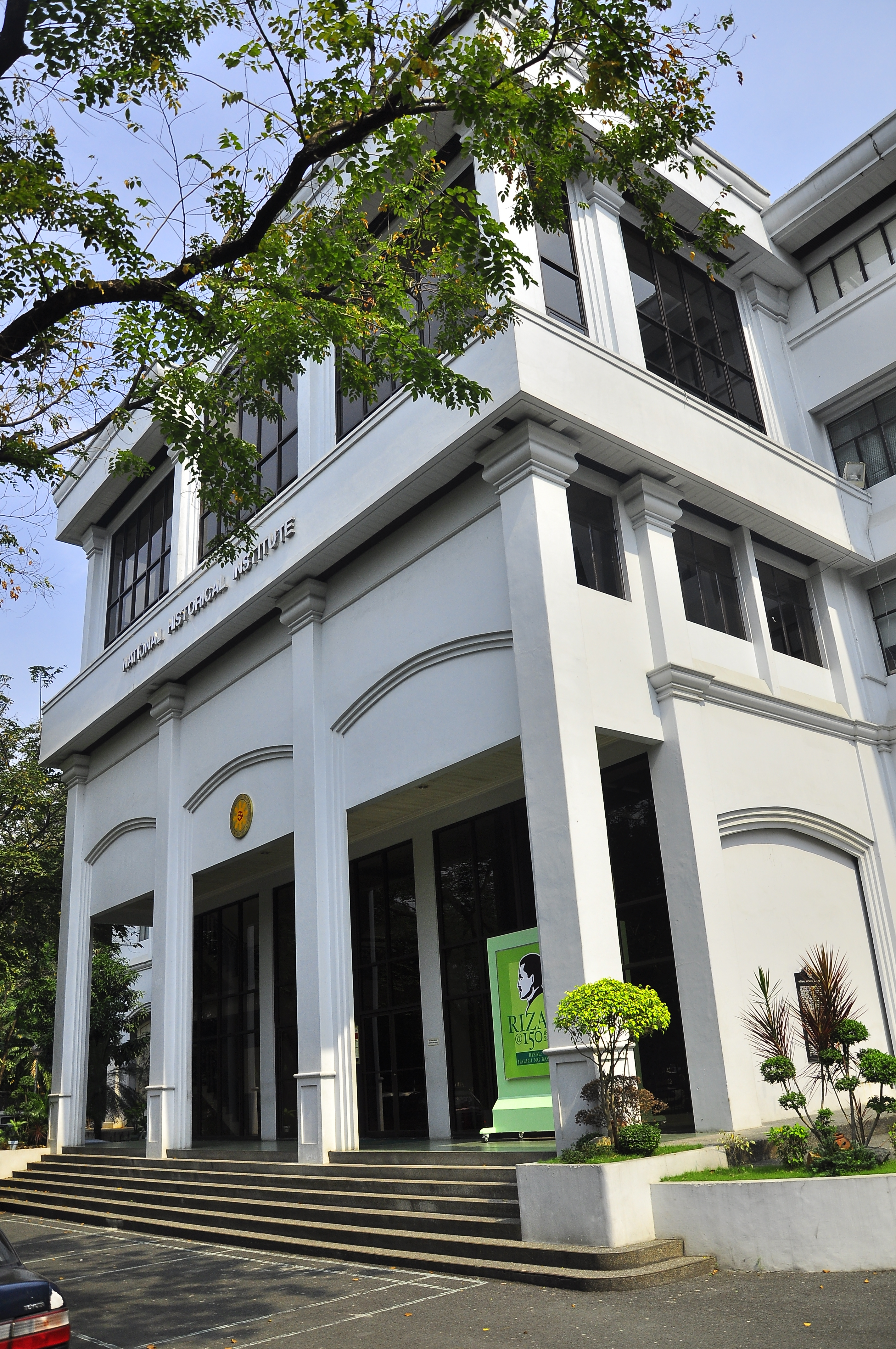
Comissão Histórica Nacional das Filipinas.

| Instituição                                                     | Sigla | Ano de fundação | País                 |
| --------------------------------------------------------------- | ----- | --------------- | -------------------- |
| Academia Boliviana de la Historia                               | ABH   | 1929            | Bolívia              |
| Academia Chilena de la Historia                                 | ACH   | 1933            | Chile                |
| Academia Colombiana de la Historia                              | ACH   | 1902            | Colombia             |
| Academia de Geografía e Historia de Costa Rica                  | AGHCR | 1940            | Costa Rica           |
| Academia de Geografía e Historia de Guatemala                   | AGHG  | 1923            | Guatemala            |
| Academia Dominicana de la Historia                              | ADH   | 1931            | República Dominicana |
| Academia Mexicana de la Historia                                | AMH   | 1835            | México               |
| Academia Nacional de Historia del Ecuador                       | ANHE  | 1909            | Equador              |
| Academia Nacional de la Historia (Instituto Historico del Peru) | ANH   | 1905            | Peru                 |
| Academia Nacional de la Historia de Venezuela                   | ANHV  | 1888            | Venezuela            |
| Academia Nacional de la Historia de la República Argentina      | ANH   | 1893            | Argentina            |
| Academia Panameña de la Historia                                | APH   | 1931            | Panamá               |
| Academia Paraguaya de la Historia                               | APH   | 1895            | Paraguai             |
| Academia Portuguesa da História                                 | APH   | 1936            | Portugal             |
| Academia Puertorriqueña de la Historia                          | APH   | 1934            | Porto Rico           |
| Academia Salvadoreña de la Historia                             | ASH   | 1922            | El Salvador          |
| Comissão Histórica Nacional das Filipinas                       | CHNF  | 1973            | Filipinas            |
| Instituto Histórico y Geográfico del Uruguay                    | IHGU  | 1843            | Uruguai              |
| Real Academia de la Historia                                    | RAH   | 1738            | Espanha              |